# Giovanni Muzzioli
Giovanni Muzzioli (Modena, 10 febbraio 1854 – Modena, 5 agosto 1894) è stato un pittore italiano.

## Biografia
Nato a Modena dall'orologiaio Andrea e Marianna Gilioli, originari di Castelvetro, a conclusione degli studi superiori entra nell'Accademia Atestina di Belle Arti di Modena, dove dal 1869 è allievo di Luigi Asioli, Antonio Simonazzi (1824 -1908) e del verista bresciano Mario Di Scovolo (1840-1877).

### La formazione e l'attività artistica
Nel 1872 si aggiudica il concorso Luigi Poletti con il dipinto storico Torquato Tasso all'Ospedale di S. Anna, che prevede una pensione quadriennale da svolgere presso l'Accademia romana di San Luca, dove si perfeziona sotto la guida di Francesco Podesti e Francesco Coghetti.

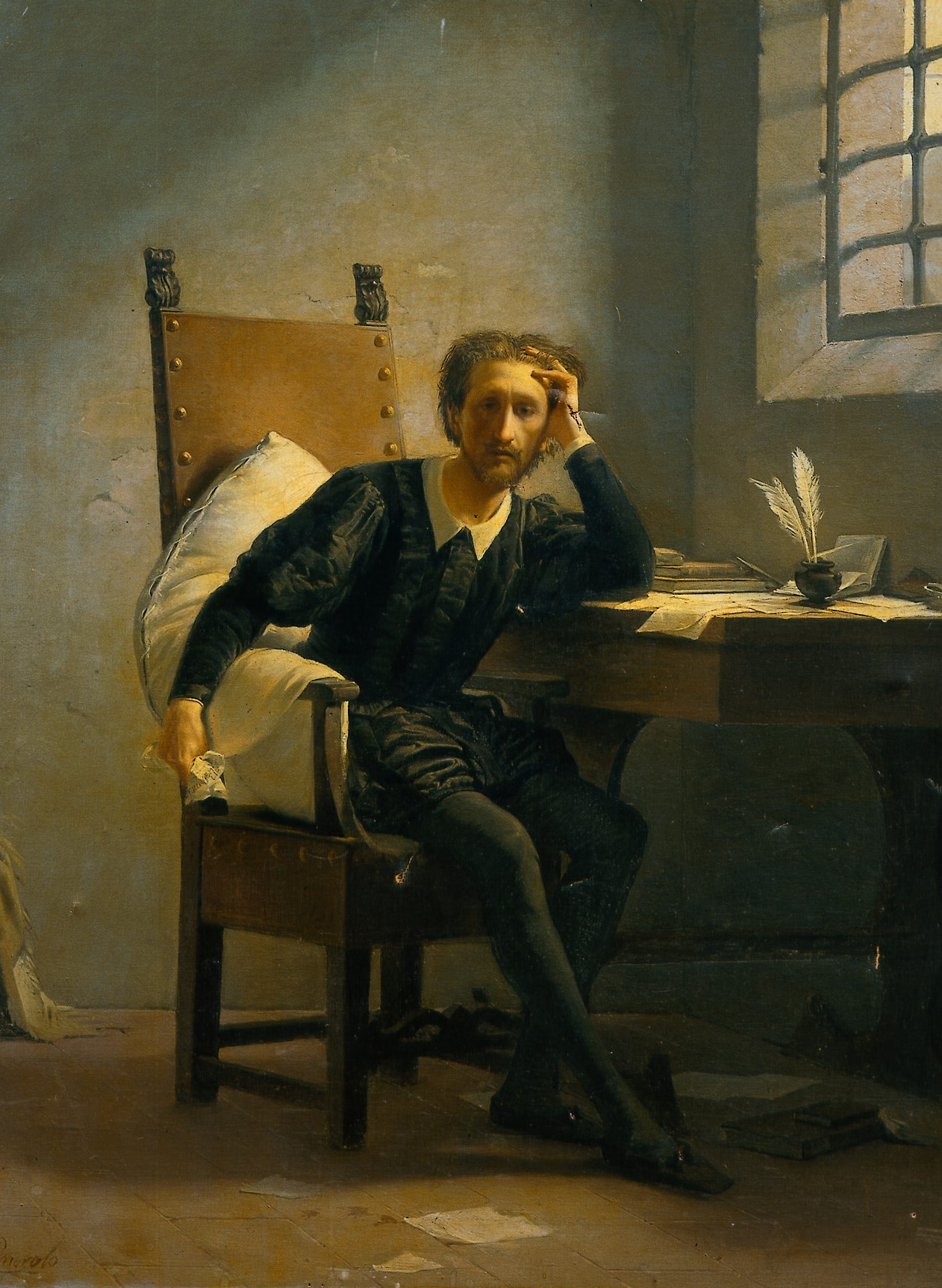
Giovanni Muzzioli, Torquato Tasso nell'ospedale di Sant'Anna, olio su tela, 1872, esposto in Palazzo Comunale (Modena)

Risale a questo periodo il saggio di operatività per la Pensione Abramo e Sara alla corte del Faraone, attualmente visibile nel corridoio d'ingresso di Palazzo Comunale di Modena insieme ad altri Premi Poletti.

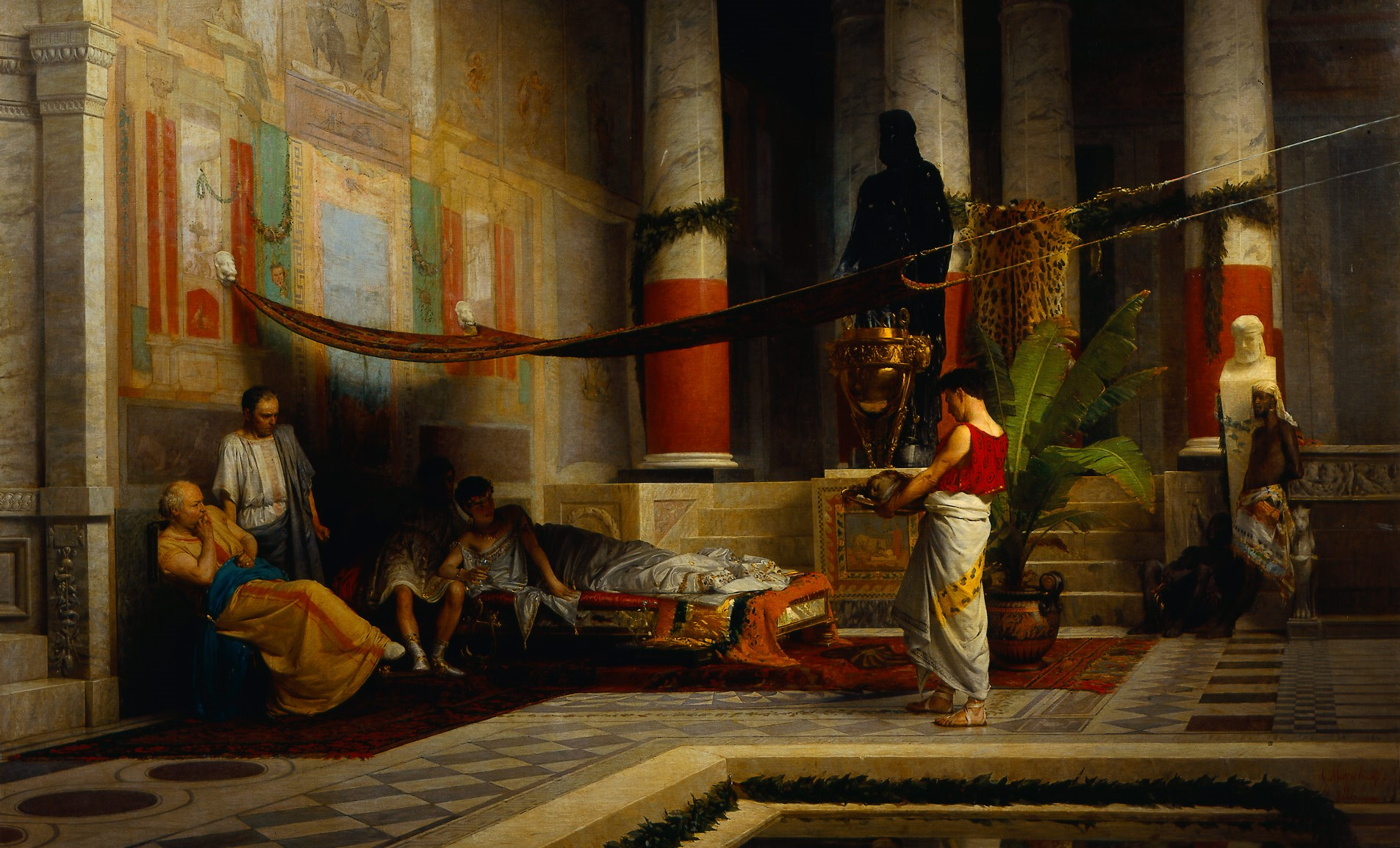
Giovanni Muzzioli, Poppea con Nerone che fa portare a sé innanzi la testa di Ottavia, olio su tela, 1876, esposto nel Palazzo Comunale di Modena

Nel 1876, anno di conclusione del pensionato, si trasferisce a Firenze dove affitta un piccolo studio nella periferia della città, lungo il fiume Mugnone; la sua tela Poppea con Nerone che fa portare la testa di Ottavia riscuote un notevole successo, che gli vale la nomina a professore onorario dell'Accademia di Belle Arti di Modena.
Nel capoluogo toscano viene a contatto con gli esponenti del movimento macchiaiolo, con i quali condivide la spinta naturalistica verso il paesaggio, che per Muzzioli resta comunque secondario rispetto al genere storico e sacro che lo caratterizza in questa fase di attività.
Viaggia tra Napoli e Parigi, dove visita l'Esposizione Universale del 1878; il successo ottenuto dalle sue opere presso le più importanti esposizioni europee gli vale ricche commissioni provenienti da importanti famiglie dell'aristocrazia e borghesia emiliana, che riproduce in ritratti e scene di vita quotidiana, con rievocazioni in stile neosettecentesco o neopompeiano.
Nel 1881 si aggiudica il Premio Cantù dell'importo di 1000 lire per il miglior soggetto storico all'Esposizione nazionale di Milano con Al tempio di Bacco e nel 1882 diviene socio nel Circolo Artistico fiorentino, del quale sarà eletto presidente, oltre a essere nominato professore onorario dell'Accademia di belle arti di Firenze.
Nel 1888 partecipa all'Esposizione Emiliana di Bologna con I funerali di Britannico, quadro che suscita le lodi senza riserve della scrittrice Matilde Serao la quale, in un articolo pubblicato sul Corriere di Napoli, sottolinea la capacità dell'autore di creare personaggi ad alta concentrazione espressiva.
Nel 1891 viene incaricato dal Ministero dell'Istruzione in qualità di membro della Giunta Superiore di Belle Arti, viene nominato Cavaliere dell'Ordine della Corona d'Italia e nel 1893 è parte della Commissione per gli acquisti della Galleria Nazionale d'arte moderna di Roma presso l'Esposizione nazionale di Milano del 1894 di ritorno dalla quale, fermatosi a Modena, muore all'età di 40 anni il 5 agosto a causa della tubercolosi.
Viene solennemente commemorato nella città natale: l'orazione funebre viene tenuta dall'amico, storico e critico d'arte Adolfo Venturi.
Nel novembre dello stesso anno viene allestita una personale di Muzzioli con 141 opere.
Un'altra importante retrospettiva (Il vero, la storia e la finzione) è allestita a Palazzo Foresti di Carpi nel 2009.

## Stile
Pittore di riconosciuta fama nel panorama artistico contemporaneo, grazie alla sua unicità nella spaziatura tra naturalismo di stampo macchiaiolo e pittura storica.
Abramo e Sara alla corte del faraone (1874-1875) è stata la prima rivelazione del talento dell'artista modenese, in quanto interpretazione rivoluzionaria del soggetto biblico con un Verismo tratto dall'influenza di Domenico Morelli, unita dallo studio dei monumenti antichi reso con intento melodrammatico e neopompeiano.
Il tema dell'utilizzo di ambientazioni ricavate dall'antica Pompei è infatti molto apprezzato dalla borghesia del tempo ed è mutuato dalle 
opere dell'olandese Lawrence Alma-Tadema, conosciuto all'Esposizione Universale del 1878, che divenne il principale esponente di questo genere che suscita parecchia influenza in Muzzioli (La danza delle spade o Cubistetèira).
La spiccata attenzione al paesaggio e al naturalismo manifestata nella seconda parte della sua attività deriva dalla frequentazione con l'ambiente macchiaiolo, da cui trae la significativa percezione dell'atmosfera e della luce in soggetti ispirati all'ambiente rurale toscano, collocati nell'antichità ma con atteggiamenti propri della vita contemporanea.

## Opere principali
- Torquato Tasso nell'ospedale di Sant'Anna (1872), olio su tela, Museo civico di Modena[16];
- La giustizia (1873), olio su tela, Museo civico di Modena[17];
- Abramo e Sara alla corte del faraone (1874-1875), olio su tela, Museo civico di Modena;
- Transito di San Giuseppe (1875), olio su tela, Raccolta d'Arte Assicoop Modena[18];
- Poppea con Nerone che fa portare la testa di Ottavia (La vendetta di Poppea) (Nerone e Poppea) (1875-1876), olio su tela, Museo civico di Modena[19];
- Ritratto di uomo con guanto (1876), olio su tela, Museo civico di Modena[20];
- La vendetta di Poppea (1876), olio su tela, Museo civico di Modena[13];
- Ritratto del Reverendo Luigi Bonetti (1876-1878), olio su tela, Museo civico di Modena[21];
- Autoritratto (1877), olio su tela, Raccolta d'Arte Assicoop Modena[22];
- Cubisteteira (La danza delle spade) (1878), olio su tela, Raccolta d'arte della Provincia di Modena[23];
- Ritratto di anziana signora con manicotto di pelliccia (1878), olio su tela, Museo civico di Modena[24];
- Ritratto di giovane signora bionda (La matrona) (1880), olio su tela, Galleria d'arte moderna Ricci Oddi, Piacenza;
- L'offerta nuziale (1880), olio su tela, Museo Revoltella, Trieste[25];
- Case rustiche (1880-1890), olio su tela, Museo civico di Modena[26];
- Paesaggio dei dintorni di Firenze (1880-1890), olio su tela, Museo civico di Modena[27];
- Rito greco (1881), olio su tela, collezione privata;
- Scena pagana nel Tempio di Bacco (1881), olio su tela, Museo Glauco Lombardi, Parma[28];
- Ritorno dall'orto (1882), olio su tela, collezione privata;
- Ore calde (1882), olio su tela, Palazzo Foresti, Carpi;
- Il carretto rosa (1882), olio su tela, Raccolta d'Arte Assicoop Modena[29];
- I funerali di Britannico (1888), olio su tela, Raccolta d'arte della Provincia di Modena[30];
- Ritratto del signor Palazzi (1893), olio su tela, Gallerie d'Arte Moderna e Contemporanea di Ferrara[31];
- Abramo e Sara alla corte del faraone (1902), olio su tela, Raccolta d'arte della Provincia di Modena[32];
- La sposa (non datata), olio su tela, Raccolta d'Arte Assicoop Modena[33];